# Stridshund

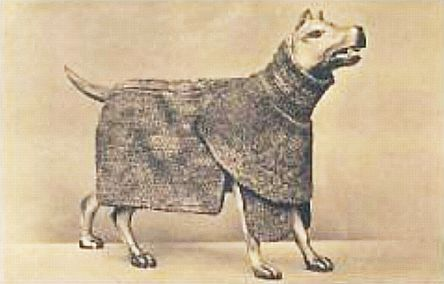
1600-talsstaty av tysk stridshund i ringbrynja från rustkammaren i slottet Wartburg i Thüringen.

Stridshundar är hundar som historiskt använts som vapen i krig. På British Museum finns reliefer med stridshundar av molossertyp från Assurbanipals (kung av Assyrien 668–627 f.Kr.) palats i Nineve. Under de persiska krigen under första hälften av 400-talet f.Kr. använde den persiske storkungen Xerxes I liknande stridshundar mot grekerna. Alexander den store (356–323 f.Kr.) fick sådana hundar i gåva av en indisk kung. Historieskrivaren Herodotos (död 425 f.Kr.) berättar att dessa hundar var vanliga runt Babylon. Den romerske härföraren Marius använde stridshundar vid fälttåget mot germanerna runt 100 f.Kr.
Vid senare krig vet man att stridshundar använts av den tyske kejsaren Karl V i krigen mot Frankrike under 1500-talet. Han hade fått hundarna i gåva av Englands kung Henrik VIII för detta syfte.
I modern krigföring används inte hundar i strid, däremot som patrullhundar, räddningshundar och minhundar. I tidigare moderna krig har rapporthundar använts.